# جون كارول (صحفي)
جون كارول (بالإنجليزية: Jon Carroll)‏ هو صحفي أمريكي، ولد في 6 نوفمبر 1943.